# Elda Neyis Mosquera
Elda Neyis Mosquera García (nació el 15 de agosto de 1963, en el corregimiento Nueva Antioquia, en Turbo - Antioquia), alias Karina, fue la líder del Frente 47 de las Fuerzas Armadas Revolucionarias de Colombia (FARC-EP). Se entregó en mayo de 2008 a las autoridades colombianas.

## Militancia en las FARC-EP
Proveniente de una familia de 12 hijos, Mosquera ingresó a las FARC-EP en 1984. En la década de 1990 se vinculó al Frente 5 de las FARC-EP en la región de Urabá, y en 1998 pasó a ser una de los jefes del Frente 47 del Bloque Noroccidental, pasando a ser de las pocas mujeres que llegó a un puesto destacado en las FARC-EP. Ese mismo año perdió su ojo derecho en Pavarandó (Antioquia). Tras la muerte en marzo de 2008 de Iván Ríos, integrante del Secretariado de las FARC-EP, a manos de su jefe de seguridad Pedro Pablo Montoya (subalterno de 'Karina'), 36 guerrilleros del Frente 47 se desmovilizaron. Fue luego de esto que Mosquera decidió hacer lo mismo, y anunció que otros miembros de las FARC-EP lo harán también. Mosquera se entregó frente a una oficina del Departamento Administrativo de Seguridad junto con otros dos guerrilleros, entre ellos su compañero sentimental y jefe de seguridad, alias "Michín", y al entregarse habría presentado una herida de fusil en su brazo derecho. Karina admitió durante una comparecencia que la tenían cercada, y que no tuvo más salida que rendirse. Poco tiempo antes de desertar, el entonces presidente de Colombia, Álvaro Uribe, le envió un mensaje diciéndole que su seguridad estaba garantizada si se entregaba. Así terminó su participación en el Conflicto armado interno de Colombia.

## Acciones y acusaciones
Entre las acciones que se le atribuyen está el asesinato de Alberto Uribe Sierra, padre del ex presidente Álvaro Uribe, hecho que no ha sido comprobado y que Mosquera ha negado. Asimismo, se le acusa del plagio del empresario Óscar Tulio Lizcano, de participar en las ataques de La Chinita (1994), Churidó (1995), Carepa (1995) y la de la finca "Osaka" (1996); de comandar uno de los grupos que se tomó el Batallón de Fusileros en Juradó (Chocó) en diciembre de 1999, con un resultado de 25 militares muertos y 12 secuestrados;
En julio de 2000, comandó el ataque al corregimiento de Arboleda. En septiembre de ese mismo año, Mosquera comandó un ataque a la base militar del Cerro Montezuma en Pueblo Rico (Risaralda) en el  cual murieron 13 militares y 20 resultaron heridos. En junio de 2002 dirigió una incursión en Caldas en que se asesinó a 13 policías.  En alianza con integrantes del Ejército de Liberación Nacional y del Ejército Revolucionario Guevarista para asesinar a 8 policías y secuestrar a 30 en diciembre de 2005.
El 4 de marzo de 2006, dirigió la toma guerrillera del corregimiento de Montebonito en Marulanda (Caldas): 5 muertos.
Mosquera tiene 6 órdenes de captura en su contra por homicidio, terrorismo, rebelión, secuestro extorsivo y daño en bien ajeno. Ella niega haber asesinado al padre del expresidente Uribe y niega también haber cometido la mayoría de los crímenes de que se le acusa, afirmando además que desde hace dos años que no dirigía el Frente 47.
Luego de su entrega, fue interrogada por las acusaciones en su contra. En febrero de 2009 fue condenada a 33 años de cárcel por la toma del corregimiento de Arboleda en Pensilvania (Caldas), en julio de 2000, en la que murieron 13 policías. Se le sentenció concretamente por los cargos de homicidio agravado, terrorismo, rebelión, hurto calificado y daño en bien ajeno. En el caso se declaró culpable, por lo que recibió una rebaja de pena. No obstante, en marzo siguiente el gobierno le permitió salir en libertad condicional junto con Raúl Agudelo Medina (alias "Olivo Saldaña") para colaborar con la desmovilización de guerrilleros de las FARC-EP. En 2010, fue condenada a 40 años de prisión por un Juzgado Especializado en Buga (Valle del Cauca).
Hasta 2017, estuvo recluida en la sede de la Brigada XVII del Ejército Nacional con sede en Urabá.
En 2022, sería la primera cabecilla de las FARC-EP, en ser condenada en el marco de la Ley de Justicia y paz, junto a Daniel Sierra, alias 'Samir', Nelson Patiño, alias 'El Zorro', Marco Fidel Giraldo Torres, alias 'Garganta', Pedro Luis Pino alias 'Martín', Virgilio de Jesús Guzmán, alias 'Walter', Fabio Nelson Aguirre, alias 'Carlos', Jesús Giraldo, alias 'Miguel' y Edison Cataño, alias 'Garra seca'. En este proceso ha pedido perdón a las víctimas.